# Deanne Bell
Deanne Olivia Bell é uma personalidade da televisão americana e co-apresentadora do reality show Make Me a Millionaire Inventor, da CNBC. Ela já trabalhou nos programas Design Squad, da PBS; Smash Lab, do Discovery Channel; e The Egyptian Job, do National Geographic. Ela também co-apresentou os programas Money Hunters, da DIY Network e Rise Up, da ESPN.
Bell nasceu em Palm Bay, Flórida. Em 2002, formou-se na Universidade Washington em St. Louis, com um Bachelor of Science em engenharia mecânica. Antes de aparecer na televisão, Bell era engenheira aeroespacial no sul da Califórnia.